# ブルーベリーソース

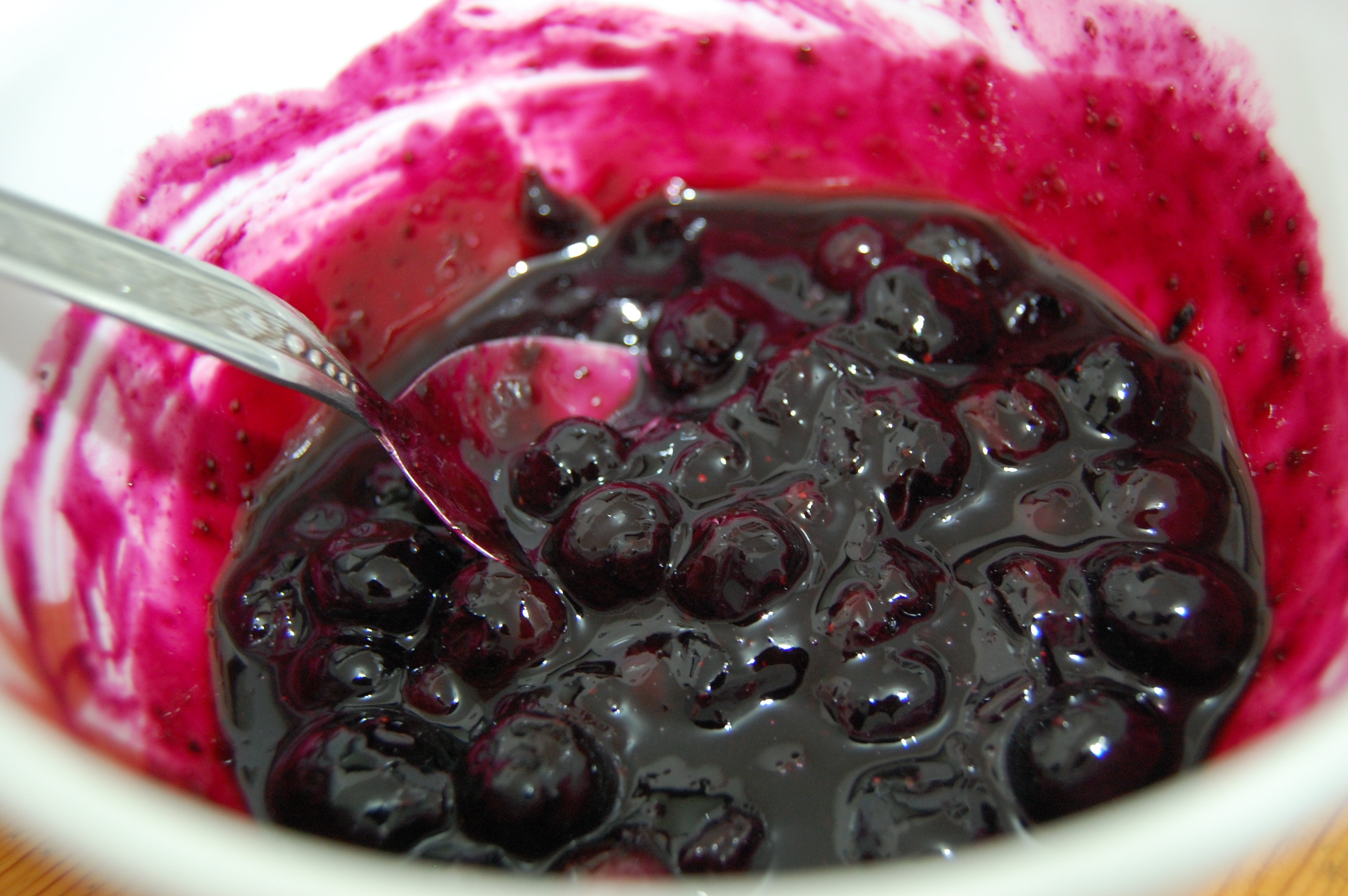
チーズケーキ二トッピングしたブルーベリーのコンポート

ブルーベリーソース(Blueberry sauce)は、ブルーベリーを主原料としたソースである。通常は煮詰めて作り、作り方により、デザートソースまたは甘くないソースとして用いる。ブルーベリーマティーニを作るのにも用いられる。

## 作り方
生または冷凍のブルーベリー、また時に野生のブルーベリーを用いる。滑らかなソースにすることも、粒入りのソースにすることもあり、篩を使って固形分を濾すと、滑らかなソースになる。後の利用のために冷凍保存しておくこともできる。

### 甘くないソース

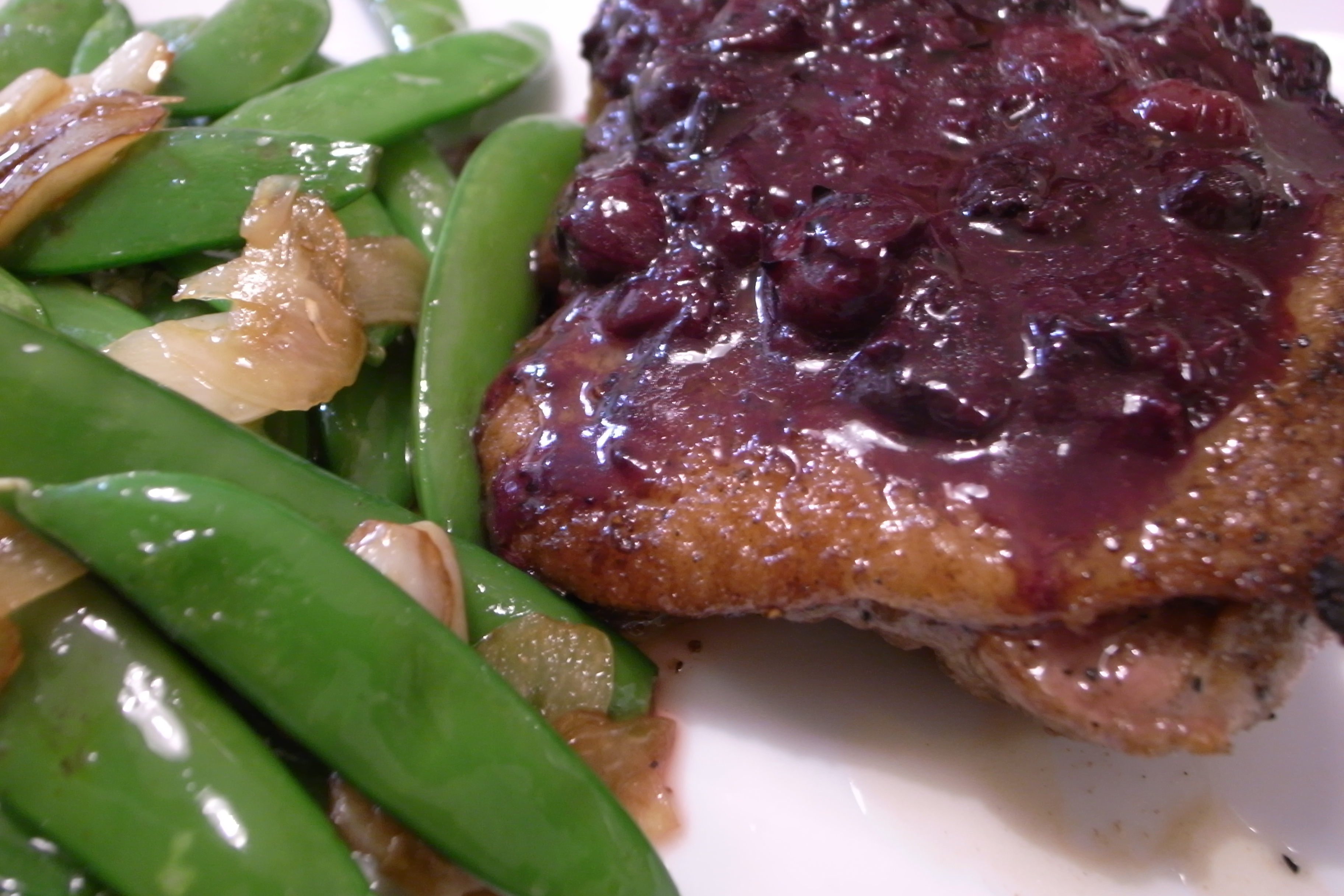
Roast duck with a savory blueberry sauce

甘くないブルーベリーソースは、甘味料を全く入れないか少量しか入れず、アップルサイダービネガー、鶏肉の出汁、レモン果汁、食塩、コショウ、コーンスターチ等を加える。ローストした豚肉、鶏肉、羊肉、鴨肉等にかけて食べる。上からかけるのではなく、別皿で添えることもある。

### 甘いソース
甘いブルーベリーソースは、デザートソースとして用いられる。ブルーベリーと水の他の材料は、レシピごとに様々である。砂糖等の甘味料は良く用いられるが、レモン果汁、オレンジジュース、バター、コーンスターチ等が加えられることもある。クローブ、シナモン、カルダモン等のスパイスが加えても良い。チーズケーキ、ケーキ、アイスクリーム等のデザートや、パンケーキ、ワッフル、フレンチトースト等の朝食メニューにかけて用いられる。ブルーベリーマティーニやブルーベリーフールを作るのにも用いられる。

## ギャラリー

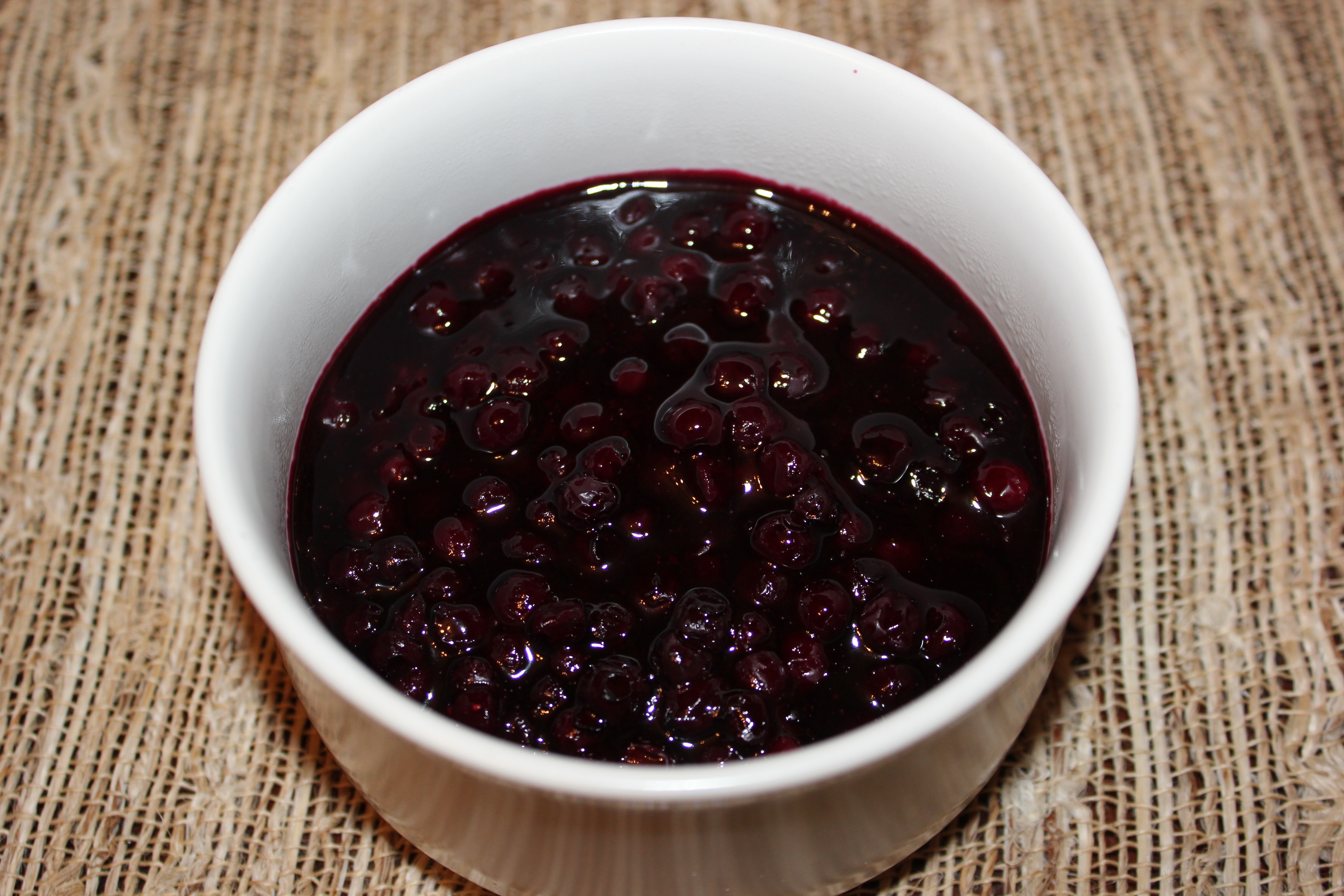
丸ごとの果実を使った野生ブルーベリーのソース
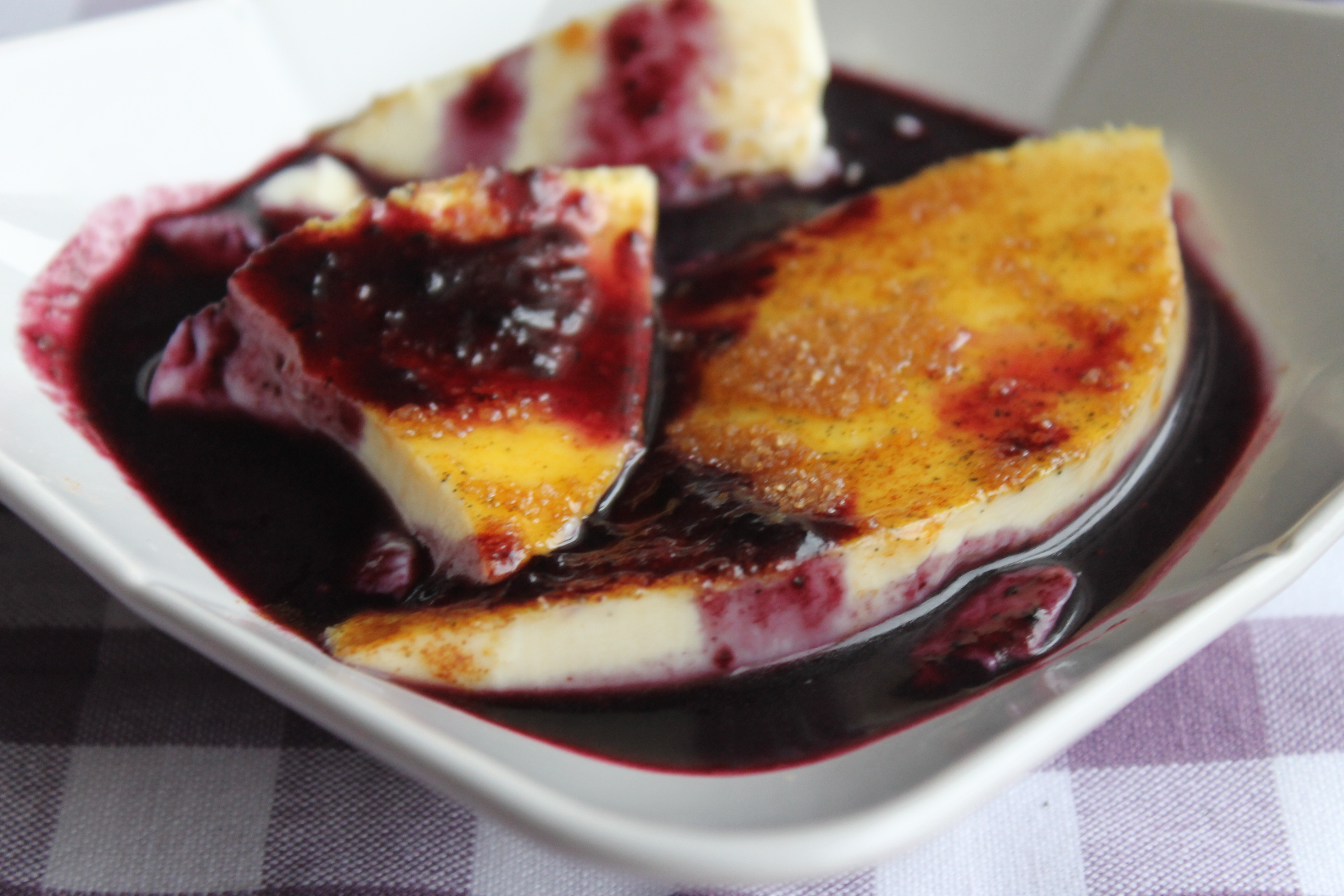
アイスランドのデザートである初乳のプリン　シナモンシュガーとブルーベリーのピュレがけ
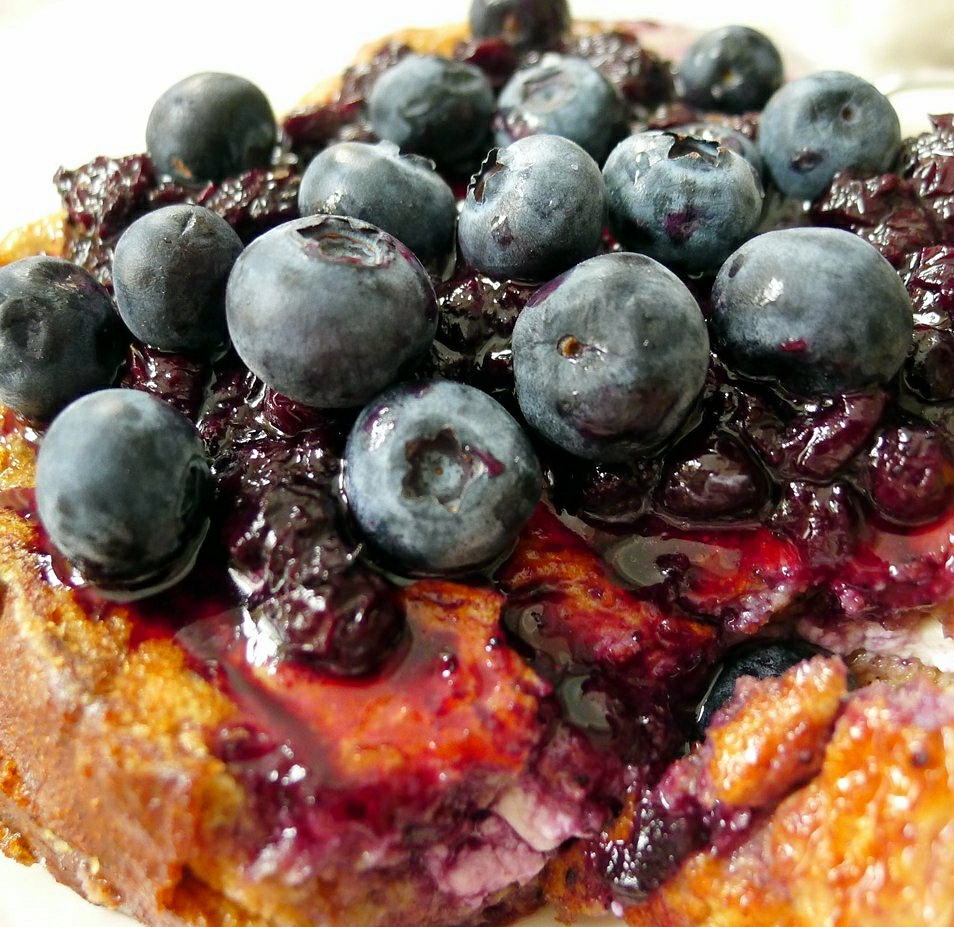
ブルーベリーを詰めたフレンチトースト　ブルーベリーソースがけ
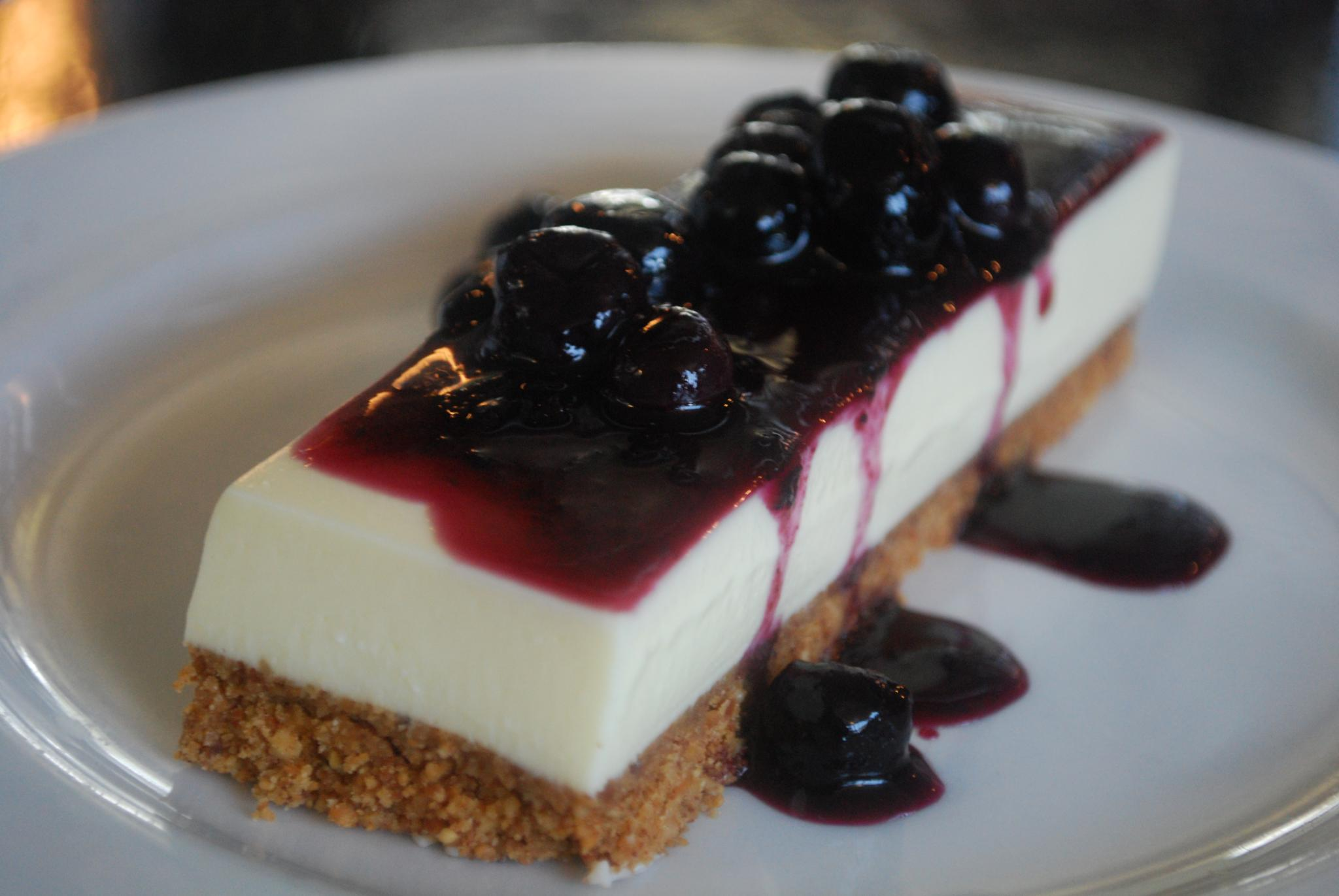
ブルーベリーソースをかけたチーズケーキ
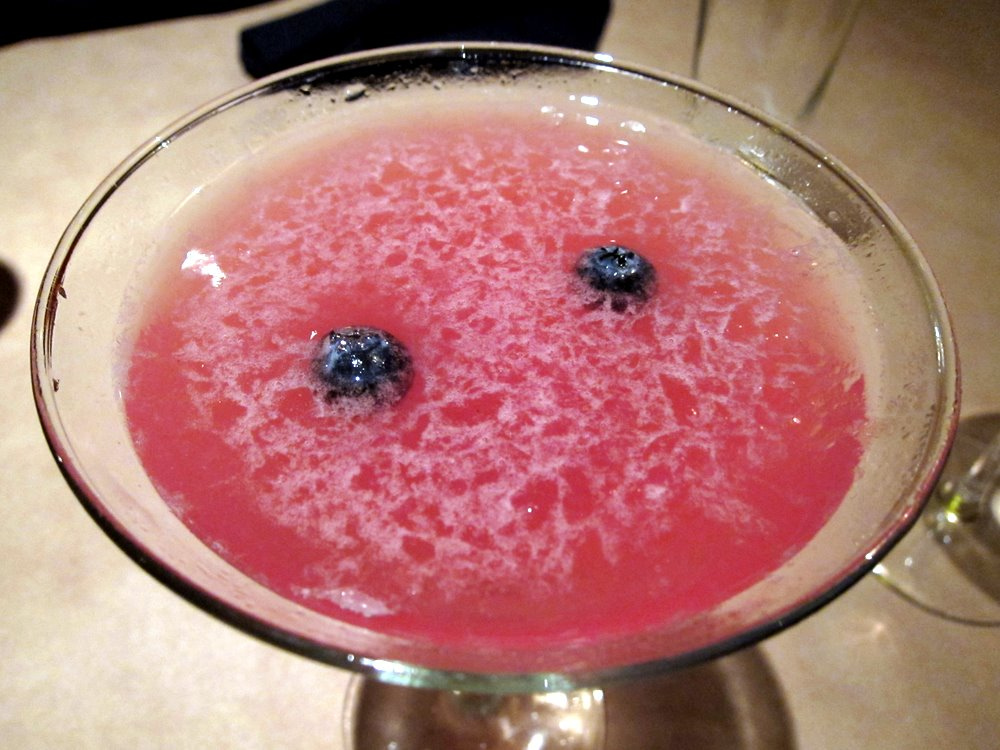
ブルーベリーマティーニ